# GOGOオフィス
GOGOオフィス（ゴーゴーオフィス）は、東京都台東区にある不動産会社株式会社そらまが運営する多目的レンタルルーム。

## 概要
2012年現在、東京都内に3店舗池袋・御徒町・入谷を展開している。主にレンタルオフィス事業を中心にGOGOネットルーム・GOGOポケットルーム等の仕様がある。部屋は全室完全個室タイプになっている。